# Elizabeth Arden
Pour les articles homonymes, voir Arden.
Elizabeth Arden, née Florence Nightingale Graham, née le 31 décembre 1881 à Woodbridge (Ontario, Canada) et morte le 18 octobre 1966 à New York (États-Unis), est à l'origine de la société du même nom, spécialisée dans l'industrie cosmétique. Femme d'affaires avisée, « la Dame en rose », tel qu'on l'appelait, fut une des premières à développer une offre coordonnée complète pour une clientèle huppée. Native du Canada, elle rejoignit les États-Unis à l'âge de 30 ans, ce qui fut pour elle l'opportunité de développer ses projets restés jusqu'alors au stade expérimental.

## Biographie
Infirmière de formation, Florence Nightingale Graham ouvre, à l'âge de 30 ans, un salon de beauté à New York, sur la Cinquième Avenue. Inspirée d'un roman d'Elizabeth von Arnim, Elizabeth and her German Garden, et d'un poème d'Alfred Tennyson, Enoch Arden, elle fait poser au-dessus de la porte rouge de son salon le nom d'Elizabeth Arden. De nombreux soins variés sont disponibles : soins esthétiques, manucure, pédicure, salle de gymnastique. En 1914, elle fait la connaissance d'un ingénieur chimiste, A.F. Swanson. Il restera durant un demi-siècle à assister Florence Nightingale Graham.
En 1930, elle commercialise la crème de huit heures : Eight Hour Cream, soin multi usage, initialement créé pour les jambes des chevaux. Ce produit, une des icônes de l'industrie cosmétique, existe encore aujourd'hui. En 1941, pour pallier la pénurie de bas de soie sur le marché, elle mit au point un produit colorant type teinture qui permettait de se teindre les jambes : un bas peint qui résistait à l'eau et ne filait pas.
Elle reçoit la Légion d'honneur en 1962.

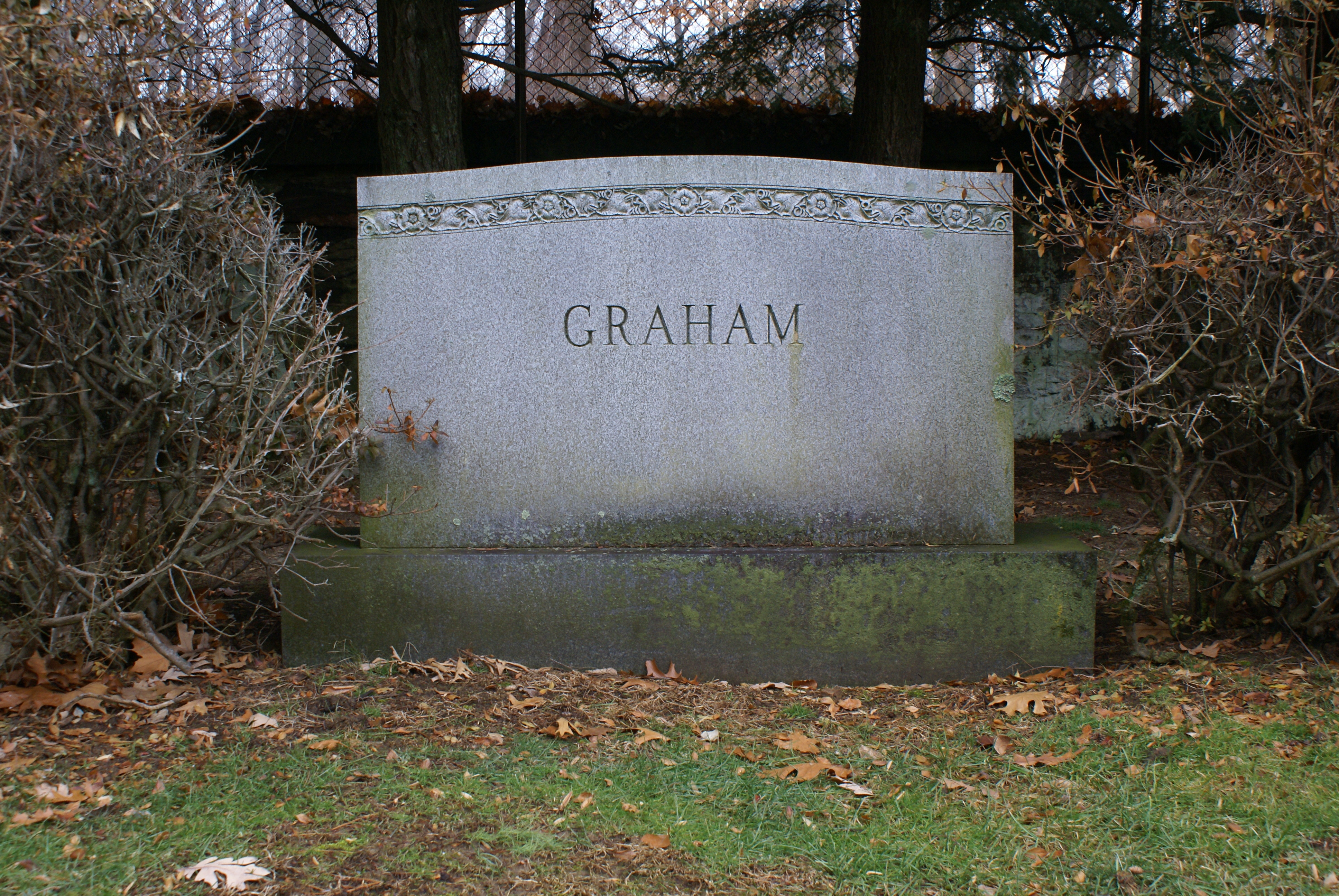
Tombe d'Elizabeth Arden au Sleepy Hollow Cemetery, à New York.

Régnant sur une entreprise de plus de 40 millions de dollars, Florence Nightingale Graham ne s’arrête pourtant pas là. S’associant avec le styliste Oscar de la Renta, la griffe prend une nouvelle ampleur. Dessinant à eux deux des modèles de prêt-à-porter féminin, le duo inattendu, mais toutefois réussi, recevra pendant les deux années de la collaboration de nombreux éloges.

## Dans la fiction
Elle apparaît dans l'épisode deux de la saison douze de la série Les Enquêtes de Murdoch, interprétée par Kathryn Alexandre.